# Zawisak powojowiec
Zawisak powojowiec (Agrius convolvuli) – ćma z rodziny zawisakowatych, wcześniej zaliczany do rodzaju Herse.

## Wygląd
Motyl gęsto pokryty szarymi włoskami. Na tułowiu ułożone koncentryczne, podkowiaste plamy, najbardziej zewnętrzna siwa, bardziej wewnętrzna ciemna. Centralna plama barwy pośredniej, w kształcie dzwonu z pomarańczową plamką na szczycie i dwoma siwo-niebiesko-czarnymi plamkami w podstawie.
Dymorfizm płciowy słabo zaznaczony, niemniej istnieje – samce zwykle są nieco ciemniej ubarwione i mniejsze niż samice. Czułki jednolicie jasnoszare, obłe, zakończone cienkim biczykiem. U samic mają 11–16 mm dł., u samców 18–20 mm. Ponadto samiec po stronie brzusznej pierwszego segmentu odwłoka ma gruczoły zapachowe i intensywnie pachnie piżmem. Ssawka zwinięta w trąbkę, sprężysta i dość mocna, o zmiennej długości, przeciętnie ma 9–10 cm. Skrzydła o rozpiętości od 90 aż do 130 mm, szare z ciemniejszymi powierzchniami i nieregularnymi, zygzakowatymi liniami. Tylna para jaśniej i regularniej ubarwiona niż przednia. Ze złożonymi skrzydłami owad przypomina zawisaka tawulca.
Odwłok gruby ze stopniowo tracącymi intensywność różowymi i czarnymi paskami, rozmieszczonymi po prawej i lewej stronie szerokiego, szarego pasa, ciągnącego się środkiem, na całej długości. Między pierwszymi czarnymi i różowymi plamami wyraźne, duże białe plamy, dalej biel jest słabo zaznaczona.

## Odmiany

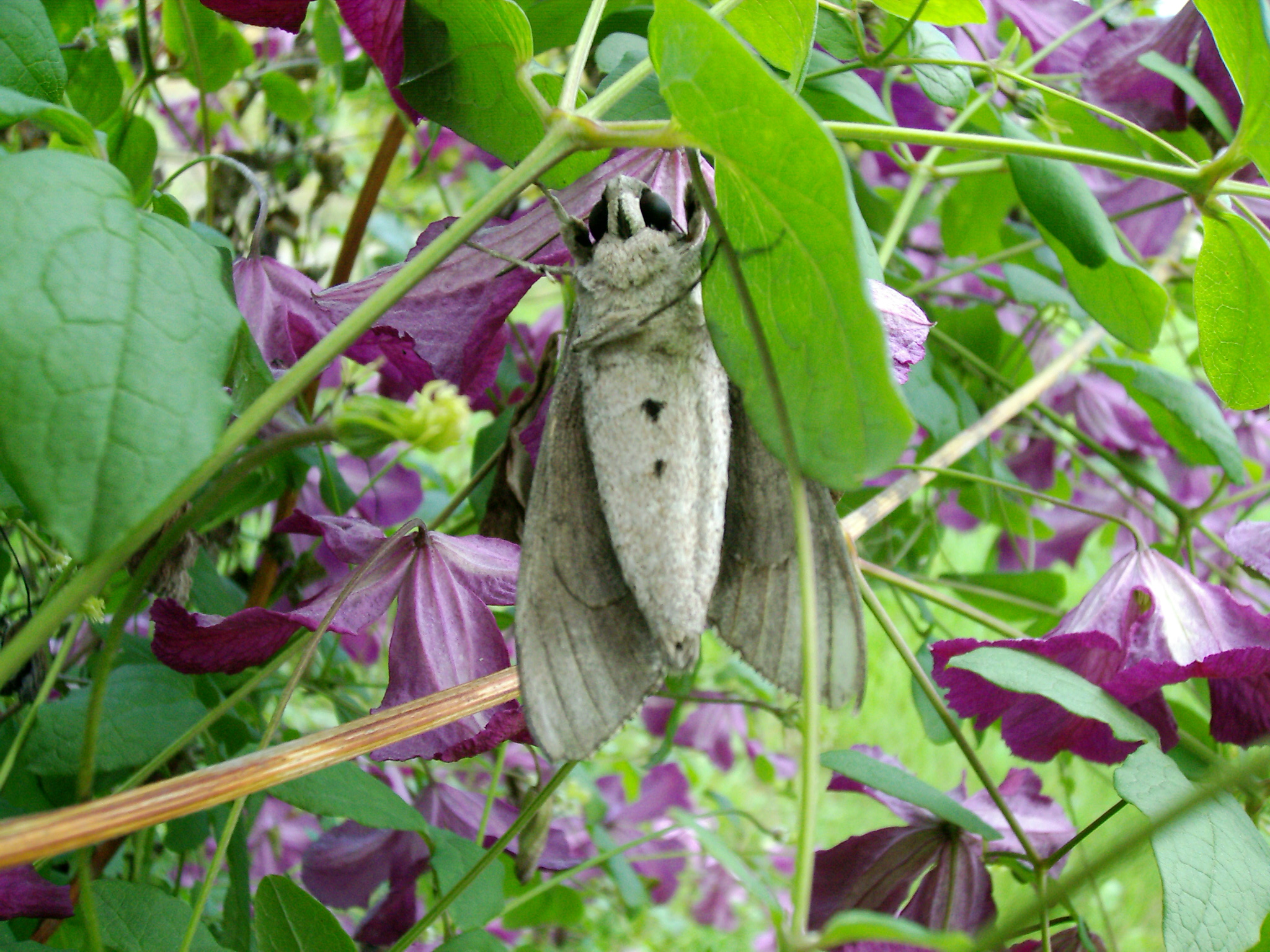
Ubarwienie motyla od spodu

Odwłok u formy Agrius convolvuli v. pseudoconvolvuli zamiast różowych ma plamy żółte a u formy Agrius convolvuli v. aksuensis występującej w Pamirze i Thianshan białe.
Typowa forma, zwłaszcza w zachodniej Europie może być mylona z zalatującym z Ameryki Środkowej Agrius cingulata  mającym odwłok i tylne skrzydła w intensywnie karminowe plamy. Forma Agrius convolvuli v. pseudoconvolvuli może być mylona z amerykańskim zawisakiem tytoniowym (Manduca sexta) wprawdzie mającym odwłok w żółte plamy, lecz inne ubarwienie tułowia i skrzydeł gdzie zamiast koloru siwego dominują brązy.
Gatunki mylone

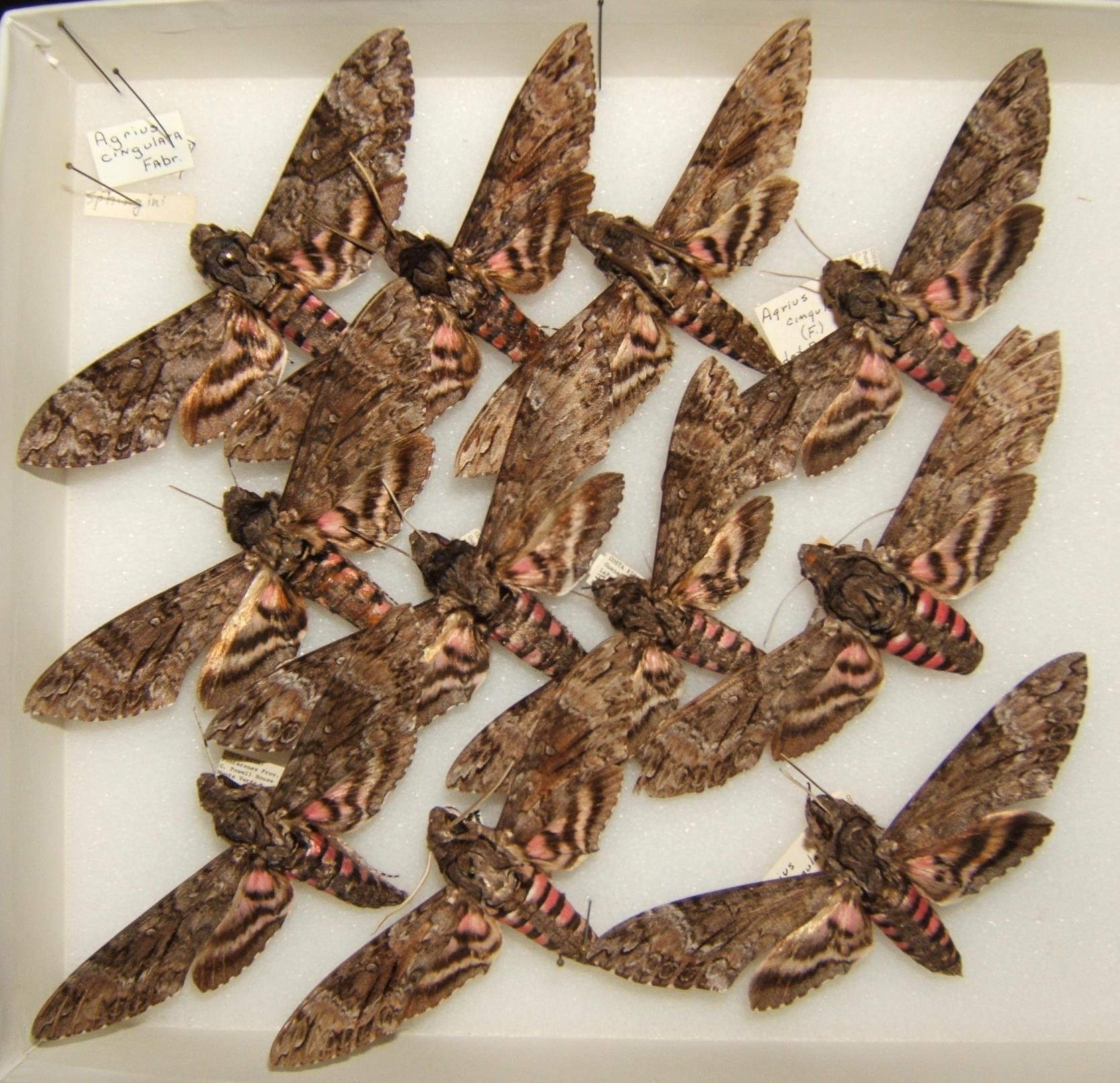
Agrius cingulata
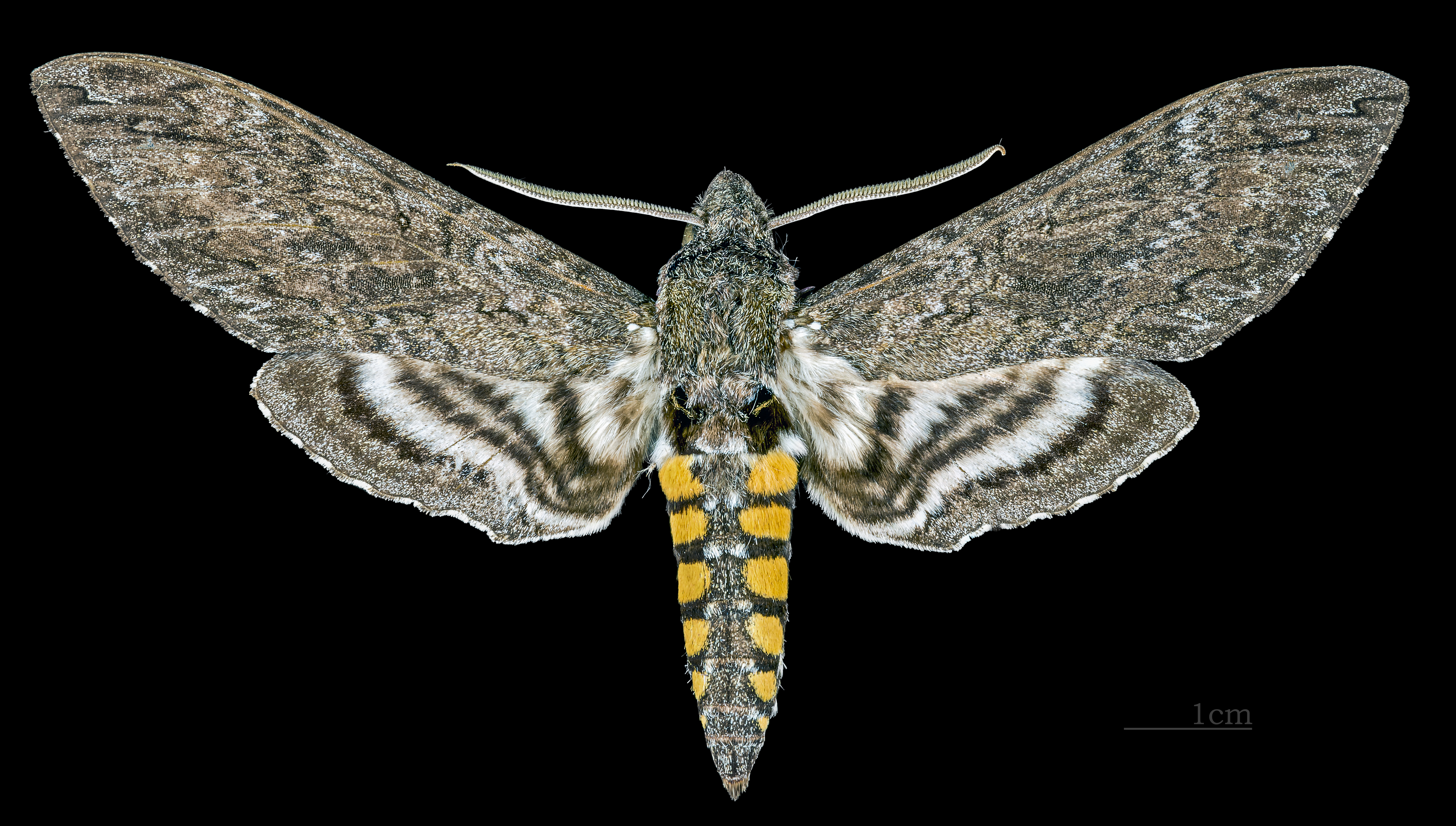
Manduca sexta

## Etologia

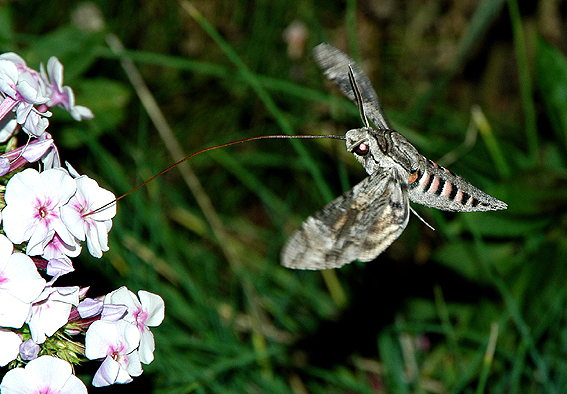
Pobieranie pokarmu przez ssawkę

Motyl chętnie podróżuje. Zwykle porusza się z prędkością 50 km/h, ale może osiągać 100 km/h, co przy sprzyjającej pogodzie i wiatrach pozwala pokonywać imponujące odległości. Występuje w Europie, północnej Afryce, Azji, a nawet w Australii. Wyjątkowo spotyka się go na Nowej Zelandii, Tasmanii, Sachalinie oraz na Islandii. Na krańcach występowania zwykle nie jest w stanie przebyć całego cyklu rozwojowego. 
Postacie dorosłe dzień spędzają w ukryciu, w miejscach gdzie ich barwa nie kontrastuje z tłem, na ziemi, na pniach, kamieniach itp. W nocy latają i najintensywniej odżywiają się do północy, w locie ssąc nektar z kielichowatych kwiatów powoju, powojnika, petunii, lilii, tytoniu, floksów, dziwaczków, itp. 

## Rozwój

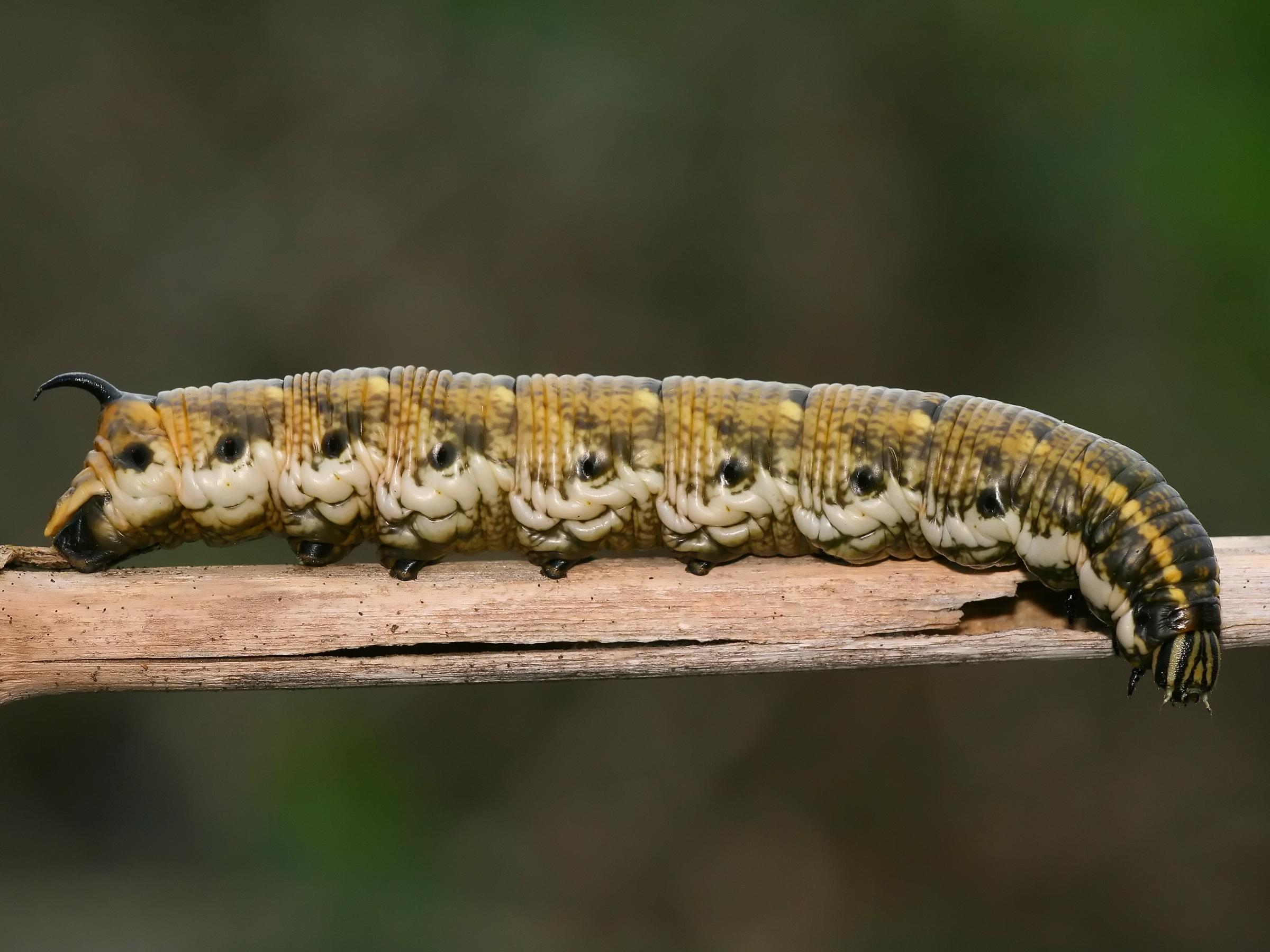
Gąsienica – głowa po prawej stronie

W Europie Środkowej pierwsze pokolenie postaci dorosłych pojawia się od maja do czerwca. Do rozmnażania motyle przystępują po intensywnym odżywianiu (w drugiej połowie nocy). Samica składa ok. 1000 jaj o średnicy ok. 1 mm. Gąsienice osiągają około 12–12,5 cm długości i należą do największych w Europie (podobną wielkość mają gąsienice zmierzchnicy trupiej główki). Mają zmienne ubarwienie, zielono, żółto, pomarańczowo, brązowe z ciemniejszymi skośnymi pasami na przekątnej segmentu, spód ciała białawy a do tego z boku, na każdym segmencie czarną plamę. Z tyłu, na grzbiecie znajduje się ciemno zabarwiony, odstraszający lecz w rzeczywistości niegroźny wyrostek. Gąsienice żywią się liśćmi powoju polnego, kielisznika zaroślowego i różnych kwiatów ozdobnych. Na południu chętnie objadają także liście batatu oraz różnych roślin strączkowych.
Gąsienice od lipca do września intensywnie odżywiają się nocami, dnie spędzając w ukryciu. Po osiągnięciu odpowiedniej wielkości, już od sierpnia, wędrują w poszukiwaniu miejsca do przeobrażenia. W pulchnej ziemi kopią jamkę wielkości kurzego jaja i w ciągu 10–14 dni przekształcają się w czerwonobrązową poczwarkę z charakterystycznym ryjkiem w którym mieści się ssawka. Tylko gąsienice, którym najwcześniej uda się przepoczwarczyć mają szanse przekształcić się w motyle i odlecieć na południe. Od połowy sierpnia do połowy października pojawiają się osobniki drugiego pokolenia. Spośród nich przeżyją tylko te które udadzą się na południe. Poczwarki z których nie zdążyły wyjść motyle giną w ciągu zimy. Jak się zdaje centrum ekspansji tego gatunku są północna Afryka oraz Półwysep Indyjski.